# Phare avant de Paralepa
Le phare avant de Paralepa (en estonien : Paralepa alumine tuletorn) est un feu situé à Haapsalu dans le Comté de Lääne, en Estonie. Il fonctionne conjointement avec le phare arrière de Paralepa situé à 800 m de là.
Il est géré par l'Administration maritime estonienne ,.

## Histoire
Le phare guide les navires dans la Baie de Haapsalu vers le port de Haapsalu. Il est localisé sur le côté sud de la baie, à une distance courte à l'ouest de Haapsalu. Il est automatique.

## Description
Le phare  est une tour circulaire en béton armé blanc de 16 mètres de haut, avec une galerie et une lanterne. Il émet, à une hauteur focale de 15 mètres, un bref éclat blanc à chaque seconde. Sa portée nominale est de 7 milles nautiques (environ 13 km).
Identifiant : ARLHS : EST-043 ; EVA-471 - Amirauté : C-3656 - NGA : 12600 .

## Caractéristique dufeu maritime
Fréquence : 1 seconde (W)
- Lumière : 0,4 seconde
- Obscurité : 0,6 seconde

### Lien connexe
- Liste des phares d'Estonie